# Aléoute
Cet article concerne la langue aléoute. Pour le peuple aléoute, voir Aléoutes.
L'aléoute ou unangam tunuu est une langue de la famille eskimo-aléoute, parlée par les Aléoutes dans les îles Aléoutiennes, les îles du Commandeur, les îles Pribilof, les îles Shumagin et la péninsule d'Alaska. 
Le nombre de locuteurs a été estimé à 155 en 2007 (150 aux États-Unis et 5 en Russie) par le site Ethnologue.
Néanmoins, le recensement de 2000 donnait 32 personnes parlant aléoute à la maison dans le borough des Aléoutiennes orientales et 326 pour la région de recensement des Aléoutiennes occidentales. Pour ces deux districts seuls, 358 personnes utilisaient l'aléoute comme langue principale à la maison. Quelques locuteurs natifs de l'aléoute vivent en dehors de ces districts, en particulier dans le reste de l'Alaska. Il y aurait en outre 320 locuteurs passifs en Alaska.
L'aléoute est l'une des 20 langues amérindiennes déclarées officielles en 2014 dans l'État d'Alaska. Au recensement russe de 2010, 45 locuteurs natifs ont été enregistrés.
Quelle que soit l'estimation choisie (de 155 à 700 avec les locuteurs passifs), il n'en demeure pas moins que l'aléoute reste une langue menacée, avec un taux de transmission faible.

## Histoire
Les eskimos et les aléoutes font partie d'un mouvement migratoire de l'Asie à travers la Béringie, le pont terrestre de Béring il y a 4 000 à 6 000 ans. Pendant cette période, ces peuples parlaient le proto-eskimo-aléoute, qui s'est divisé aux alentours de 2 000 av. J-C. La différence entre les deux langues est considérée comme étant apparue en Alaska du fait de la diversité linguistique que l'on trouve dans les langues eskimos d'Alaska par rapport à l'entièreté de la zone géographique où ces langues étaient parlées (vers l'est du Canada au Groënland. Après la séparation des deux branches, il est admis que leur développement respectif s'est déroulé de manière plus ou moins isolée. 
Des éléments suggèrent une culture associée aux locuteurs de l'aléoute sur les îles aléoutes de l'est dès 2 000 av. J-C., suivie par une expansion graduelle vers l'ouest pendant les 1 500 années qui ont suivi vers les Near Islands. Une autre expansion vers l'ouest pourrait avoir eu lieu il y a environ 1 000 ans, ce qui pourrait expliquer le manque de diversification dans les dialectes aléoutes, puisque les caractéristiques de l'aléoute de l'est se sont répondues vers l'ouest. Cette deuxième expansion vers l'ouest est caractérisée comme étant une période d'affinité culturelle avec le sud-est de l'Alaska et la côte pacifique nord-ouest, ce qui pourrait expliquer les propriétés linguistiques que les aléoutes partagent avec les langues non-eskimos aux alentours, comme la manière dont est formé le pluriel.
Du fait de la colonisation de marchands russe aux XVIIIe et XIXe siècles, l'aléoute a emprunté une partie importante de son lexique au russe. Cependant, cela ne concerne pas le lexique basique et n'a par conséquent probablement pas eu d'influence excessive sur la langue.
En mars 2021, le dernier locuteur natif du dialecte de Bering, Vera Timoshenko, est mort à l'âge de 93 ans à Nikolskoye, sur l'île de Bering.

## Dialectes
Le groupe est comprend les dialectes de la péninsule de l'Alaska, Unalska, Belkofski, Akutan, les îles Pribilof, Kashega et Nikolski. Le dialecte de Pribilof a plus de locuteurs en vie que n'importe quel autre dialecte de l'aléoute.
Le groupe atkien comprend les dialectes d'Atka et des îles Bering.
L'attuien est un dialecte distinct montrant une influence à la fois de l'atkien et de l'aléoute est.

## Écriture

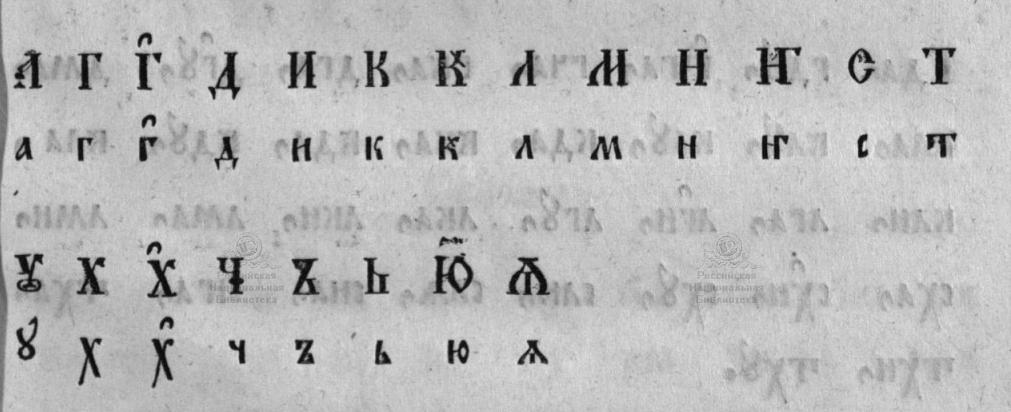
Alphabet aléoute en 1846.

L’aléoute est écrit avec l’alphabet latin, mais a été précédemment écrit avec l’alphabet cyrillique.
| Majuscules | A | B | Ch | D | F | G | Ĝ | X | X̂ | H | I | K | L | M | N | O | Q | R | S | T | U | V | W | Y | Z |
| Minuscules | a | b | ch | d | f | g | ĝ | x | x̂ | h | i | k | l | m | n | o | q | r | s | t | u | v | w | y | z |